# Wat Tham Krabok
14°42′51″B 100°47′30″Đ / 14,71417°B 100,79167°Đ
Chùa Tham Krabok (tiếng Thái: วัดถ้ำกระบอก, Wat Tham Krabok; có nghĩa "Trúc Động Tự") là một ngôi chùa (wat) ở huyện Phra Phutthabat thuộc tỉnh Saraburi của Thái Lan. Chùa này được thành lập đầu tiên như là tu viện năm 1958 bởi tu sỹ Mae Chee Boonruen. Sau đó được nâng cấp thành chùa 17 năm sau, năm 1975. Ngôi chùa này vẻ ngoài oai nghiêm, với chùa vàng ở cửa vào.

## Những người tị nạn Hmong
Kể từ khi kết thúc Chiến tranh Việt Nam, Wat Tham Krabok là trại chứa người tị nạn dân tộc Hmông chạy trốn khỏi Lào do lo sợ sẽ bị chính quyền cộng sản ngược đãi. Người Hmông là những người hợp tác với Hoa Kỳ trong Chiến tranh bí mật chống lại quân đội cộng sản Pathet Lào, Việt Cộng và Bắc Việt Nam. Khi nhiều trại tị nạn Hmong ở đất Thái bị đóng cửa do thiếu nguồn hỗ trọ tài chính đầu thập niên 1990 của thế kỷ 20, nhiều người tị nạn Hmông đã tìm đến chùa này để tránh bị hồi hương về Lào. Dân cư sống ở chùa này đã lên đến 16000 người. Wat Tham Krabok và những người tị nạn Hmong đã thu hút sự chú ý của quốc tế giữa thập niên 1990 của thế kỷ 20 và đã trở thành chủ đề tranh cãi chính của chính trị thế giới về tương lai của họ. Liên Hợp Quốc, với sự hỗ trọ của chính quyền Clinton, đã cố gắng tìm giải pháp cho hồi hương những người Hmong về Lào nhưng vấp phải những chống đối đáng kể của các lãnh đạo bảo thủ và nhân quyền của Mỹ. Michael Johns - cựu chuyên gia phân tích chính sách đối ngoại của Heritage Foundation và là trợ lý của cựu tổng thống George H. W. Bush, đã giúp lãnh đạo phe đối lập chống lại hồi hương, gán cho hành hành động này là "phản bội" do người Hmong đã hỗ trợ quân Mỹ trong cuộc Chiến tranh bí mật  Lưu trữ ngày 24 tháng 1 năm 2005 tại Wayback Machine.
Trong khi nhiều người Hmong bị hồi hương, phần lớn được định cư ở Hoa Kỳ với 1/3 được tái định cư ở tiểu bang Minnesota, dù các tiểu bang California, Wisconsin và các tiểu bang khác cũng có số lượng dân tái định cư đáng kể.

## Cai nghiện và buôn bán thuốc phiện
Wat Tham Krabok cũng nổi tiếng toàn cầu do chương trình cai nghiện heroin và ma túy bắt đầu từ năm 1959 với hơn 100.000 người nghiện đã qua chương trình cai nghiện của chùa này bằng các liệu pháp kể cả thiền, uống thảo dược... Sau khi thất bại trong nhiều chương trình cai nghiện, một số lượng lớn các con nghiện phương Tây đã tìm đến ngôi chùa này để chữa trị, trong số đó bao gồm cả bạn trai của nhạc sĩ punk rock người Anh Kate Moss là Pete Doherty, ca sĩ nhạc rock Christy Dignam thuộc Aslan và nhà văn Mỹ Patrick K. Kroupa. Do thuốc phiện là cây được trồng và tiêu thụ thông dụng của người Hmong ở các cao nguyên của Thái Lan, nhiều người Hmong cũng đã trải qua điều trị ở chùa Tham Krabok.
Wat Tham Krabok cũng bị cho là nơi buôn bán thuốc phiện và heroin quốc tế và là nơi hậu thuẫn những người Hmong chống phá Lào. Để đáp trả những quan ngại này, vào tháng 4 năm 2003, quân đội Thái Lan đã đưa hàng trăm quân bao vây Wat Tham Krabok. Quân đội và cảnh sát Thái kể từ đó đã dùng hàng rào bằng concertina wire để kiểm soát lối vào chùa.

## Mưu đồ toàn cầu
Vai trò lịch sử của Wat Tham Krabok trong việc là nơi tị nạn của dân tộc Hmong thập niên 1990 và danh tiếng toàn cầu trong các biện pháp của Phật tử quản lý lối sống và cai nghiện đã thu hút nhiều du khách nước ngoài viếng thăm. Tuy nhiên, các quan chức Thái Lan chỉ cho du khách ngắm nhìn khu đất của chùa từ xa do cho rằng chùa này có thể là một nguồn buôn bán heroin quốc tế. Cũng có một số quan ngại chùa này đóng một vai trò quan trọng trong việc cung cấp vũ khí và hậu thuẫn cho phiến quân Hmong chống phá nước Lào láng giềng.